# 梅杰特·准杜巴耶夫
梅杰特·准杜巴耶夫（1991年12月7日—）是一名哈萨克斯坦举重运动员。2010年参加广州亚运会，以286千克的成绩获69公斤级比赛第十一名。